# Акентьев, Владимир Васильевич
Владимир Васильевич Акентьев — русский советский писатель и журналист.

## Биография и творчество
Жил в Ленинграде. Работал в типографии имени В. Володарского.
Профессионально занимался составлением ребусов и кроссвордов, автор нескольких сборников занимательных задач.
Был постоянным автором газеты «Ленинские искры» и журнала «Искорка», в которых до 1969 года вёл рубрику «Клуб смекалистых ребят». Публиковался также в журнале «Пионер».
Вместе с художником Ю. Лобачёвым создал детскую научно-фантастическую книгу «Остров тайн» (1968), действие которой происходит на острове в Индийском океане, где ещё с дореволюционных времен русский ученый, бежавший от царизма, ведет микробиологические исследования, а империалисты хотят использовать их в военных целях. Книга насыщена множеством ребусов, головоломок, криптограмм, связанных с приключениями героев-школьников.
В 1969 году вышла книга Акентьева «Со второго взгляда», в которой автор собрал и систематизировал сведения о многих видах занимательных задач, о способах их решения и составления.

### Семья
- Сын — Вадим Владимирович Акентьев.

## Публикации
- Акентьев В. В. Когда дождь идёт: головоломки-самоделки. — Л.: Детгиз, 1959. — 32 с. — (Школьная библиотека. Для семилетней школы. В помощь самодеятельности пионеров и школьников.). — 90 000 экз.
- Акентьев В. В. Смекалка. — Л.: Детгиз, 1961. — 104 с. — (Библиотека пионера «Знай и умей»). — 200 000 экз.
- Акентьев В. В. На книжной полке. Ребус-книжка / Художник Б. Г. Сахенберг. — М., 1962.
- Акентьев В. В. Прочти и отгадай. Ребусы-загадки. — М., 1962. — 18 с.
- Акентьев В. В. Ребусы-пословицы / Худ. Н. Носкович. — Л.: Худ. фонд РСФСР. (Лен. отд.), 1963. — 24 с.
- Акентьев В. В. Весёлые тайны: Игры и развлечения / Рис. Ю. Лобачёва. — Л.: Детская литература, 1964. — 96 с. — (Библиотека пионера «Знай и умей»). — 50 000 экз.
- Акентьев В. В., Лобачёв Ю. П. Остров тайн / Рис. авторов. — Л.: Детская литература, 1968. — 288 с. — 75 000 экз.
- Акентьев В. В. Со второго взгляда / Худож. В. Орлов. — Л.: Лениздат, 1969. — 292 с. — 150 000 экз.